# Vicente Climent
Vicente Climent Navarro −hiszpański malarz. 
Studiował na Królewskiej Akademii Sztuk Pięknych San Carlos w Walencji. W 1897 r. otrzymał stanowisko profesora rysunku w Escuela de Barcelona.